# Anicetus ashmeadi
Anicetus ashmeadi är en stekelart som beskrevs av Hayat, Alam och Agarwal 1975. Anicetus ashmeadi ingår i släktet Anicetus och familjen sköldlussteklar. Inga underarter finns listade i Catalogue of Life.